# Магия превыше всего
«Ма́гия превы́ше всего́» — российский независимый короткометражный художественный фильм 2018 года, вдохновленный серией фильмов о Гарри Поттере и показывающий мир волшебников в России.
Фильм задуман и поставлен режиссёром Екатериной Краснер по оригинальному сценарию в соавторстве с Лесей Паркер, Евгенией Бабиной и Сергеем Шаповаловым. История повествует о жизни начальника Стражей Верховного Ведомства Магии и Чародейства, потерявшего способность колдовать. Часть средств на создание фильма была собрана при помощи краудфандинга.
Первый показ фильма состоялся 26 марта 2018 года. 19 июля он был показан на фестивале «San Diego Comic-Con International». Онлайн-премьера состоялась 19 ноября 2018 года.
Ранее фильм был представлен на фанатских фестивалях Старкон (Санкт-Петербург), Юникон (Минск), Игромир / Comic Con Russia (Москва) и получил одобрительные оценки.

## Сюжет
В современной России существует иной мир — мир магии и чародейства.
Волшебники вынуждены скрываться от окружающего их немагического сообщества, к которому они относятся пренебрежительно, а некоторые — и вовсе враждебно. Начальник Стражей Верховного Ведомства Магии и Чародейства Бахрушин (играет Василий Зотов), потерявший способность к магии, должен не только не раскрыться, но и предотвратить надвигающуюся войну волшебников и немагов.

## В ролях
| Актёр              | Роль                                                                        |
| ------------------ | --------------------------------------------------------------------------- |
| Василий Зотов      | Алексей Бахрушин начальник Стражей Верховного Ведомства Магии и Чародейства |
| Елизавета Рыжих    | Лара Страж-стажёр                                                           |
| Михаил Кремер      | Михаил Ведомственный Страж, брат Семёна                                     |
| Иван Забелин       | Чижевский Тайный советник Верховного Чародея                                |
| Кирилл Ковбас      | Семён немаг, брат Михаила                                                   |
| Михаил Горевой     | Верховный Чародей                                                           |
| Семён Шомин        | адъютант Верховного Чародея                                                 |
| Антон Шурцов       | Ведомственный Страж                                                         |
| Вероника Тимофеева | Ведомственный Страж                                                         |
| Григорий Перель    | Ведомственный Страж                                                         |
| Иван Горячев       | Ведомственный Страж                                                         |
| Сергей Волков      | Ведомственный Страж                                                         |

## Съёмочная группа
- Екатерина Краснер — режиссёр-постановщик, соавтор сценария, монтажёр
- Леся Паркер — генеральный продюсер, соавтор сценария
- Сергей Фёдоров — оператор
- Александра Антонова — художник-постановщик
- Екатерина Изотова — художник по гриму
- Полина Герцберг — художник по костюмам
- Евгения Бабина — соавтор сценария
- Сергей Шаповалов — соавтор сценария
- София Соловьянова — исполнительный продюсер
- Екатерина Сафонова — исполнительный продюсер
- Нарек Мартиросян — креативный продюсер
- Алексей Шалыгин — креативный продюсер
- Владимир Борисенков — VFX-супервайзер
- Борис Карпов — звукорежиссёр
- Надежда Косенкова — художественная разработка мира
- Настя Страк — художественная разработка мира
- Константин Чистяков — композитор

В создании фильма принимали участие студенты и выпускники ВГИКа, Московской школы кино и Школы компьютерной графики Scream School.
Фильм стал дипломной работой выпускницы Мастерской режиссуры кино и телевидения ВГИКа (мастерская Джаника Файзиева) Екатерины Краснер и выпускника кинооператорского факультета ВГИКа (мастерская Юрия Невского) Сергея Фёдорова.

## Отзывы
Фильм получил преимущественно положительные оценки в прессе. Отзывы простых пользователей на YouTube, по сообщениям Regnum, были как положительными, так и отрицательными.
Обозреватель «Канобу» Денис Варков отметил, что фильм «вряд ли вас удивит сюжетно, равно как и маловероятно, что вы будете разочарованы этой историей. Её простота — это результат формата, в котором пришлось работать команде „Магии превыше всего“.».
Алёна Соколова из Regnum писала: «Нельзя сказать, что фильм нарушает авторские права: никто из героев не произносит заклинания, не называются узнаваемые имена, история полностью выдумана (хотя и проводит параллель с событиями в „Фантастических тварях-2“: создатели умудрились показать, что мир развивается одинаково, и люди (маги) одинаковы и в США, и во Франции, и в России). И всё-таки масштаб поражает: при микроскопическом бюджете и с огненным энтузиазмом команда создала чудесные декорации и придумала неплохой сюжет».
Сергей Прудников в издании «25-й кадр» также похвалил фильм: «Невзирая на неопытность, молодые кинематографисты ВГИКа создали историю, которой проникаешься и которая выглядит ничуть не хуже многих отечественных картин, спонсируемых Фондом Кино. И это уже заставляет с надеждой взглянуть в будущее российского кинематографа».
О фильме положительно отозвались в издании «Мир фантастики» авторы Дарья Буданова и Дарья Беленкова. По итогам 2018 года издание упомянуло короткометражки «Магия превыше всего» и «Ваши документы» наряду с лучшими фантастическими фильмами 2018 года.
По словам создателей, на фестивале «San Diego Comic-Con International» о фильме положительно высказался Джуд Лоу — исполнитель роли Альбуса Дамблдора в фильме «Фантастические твари: преступления Грин-де-Вальда».